# Marzahner Krug
Der Marzahner Krug (auch Landhaus Marzahner Krug) ist ein historisches Wirtshaus in der Straße Alt-Marzahn 49 im Ortsteil Marzahn des Berliner Bezirks Marzahn-Hellersdorf, das im 19. Jahrhundert errichtet wurde. Es steht unter Denkmalschutz.

## Lage
Das Gasthaus befindet sich am nördlichen Rand des historischen Dorfangers von Marzahn. Ihm gegenüber in der Mitte des Dorfangers steht das ehemalige Dorfschulhaus (seit 1999: Heimatmuseum Marzahn-Hellersdorf).

## Geschichte

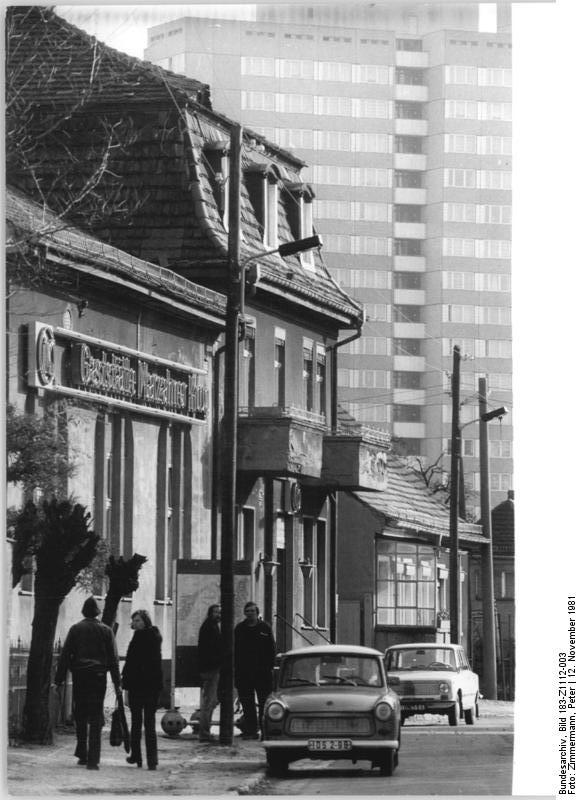
Gaststätte Marzahner Krug, 1981, mit dem Logo der Konsumgenossenschaft Berlin

Ein namentlich nicht bekannter Gastwirt eröffnete zu Beginn des 19. Jahrhunderts im Dorfkern – damalige Adresse Dorfstraße 9 – einen Dorfkrug. Einer der späteren Besitzer und Betreiber des Krugs war Fritz Drenske, der die Gastwirtschaft umbauen ließ und als Gasthof F. Drenske weiter betrieb. Um das Jahr 1920 eröffnete ein weiterer Gastwirt, K. Dietl, fast genau gegenüber, auf der südlichen Seite des Angers, die bis 1938 Dorfaue hieß, einen weiteren Gasthof und nannte ihn Zum Alten Krug in bezug auf den verschwundenen Namen seines Konkurrenten. 
Im Berliner Adressbuch von 1930 findet sich unter dem Stichwort Gasthaus Drenske in Marzahn der Hinweis, dass hier der Deutsche Turnverein „Frisch Auf“ einen Sitz hatte.
Als im Jahr 1938 aus der Dorfstraße und der Dorfaue die Straße Alt-Marzahn wurde, erhielten alle Parzellen neue Hausnummern. Der Gasthof Drenske bekam jetzt die Nummer 49, das Wirtshaus Zum Alten Krug erhielt die neue Hausnummer 54.
Was unmittelbar nach Kriegsende mit Drenskes Gasthof wurde, ist nicht bekannt. Eigentümer bzw. Betreiber wurde in der DDR-Zeit die Konsumgenossenschaft Berlin, was durch das Schild über dem Eingang ausgewiesen wurde (siehe Bild von 1981). Später sanierte sie die Gastwirtschaft und eröffnete sie im Jahr 1988 neu unter dem Namen Landgasthof Marzahner Krug. Der Schriftzug Marzahner Krug in Versalien erhielt seinen Platz über den Fenstern des Tanz- und Versammlungssaals. 
Ebenfalls nach 1945 verschwand Dietls Restaurant samt seinem Wirtshaus aus Marzahn, und die Gebäude wurden staatliches Eigentum mit neuer Nutzung. 

Nachdem der Konsum die Bewirtschaftung aufgegeben hatte, gelangte das Gasthaus an einen Investor, der das Gebäude sanieren ließ, u. a. mit einer Erneuerung des Fassadenputzes, der Treppengeländer und der Fenster. Es wurde unter dem schon bekannten Namen wieder eröffnet, der Schriftzug Marzahner Krug wurde erneuert und modernisiert. Über der Eingangstür gibt es ein zusätzliches Namensschild. Das Innere bekam unter Erhaltung historischer Substanz neue Strukturen wie ein Kaminzimmer und wurde auch durch einen Biergarten ergänzt.

## Architektur
Anfangs war der Dorfkrug ein einfacher Holzbau, noch im 19. Jahrhundert wurde er überformt, es entstand ein eingeschossiger Putzbau, bestehend aus zwei verschiedenen Bauteilen. Der westliche fünfachsige Teil enthält einen geräumigen Gastraum im Hochparterre, zu dem eine doppelläufige Außentreppe hinaufführt. Hinter dem tief heruntergezogenen Dach verbarg sich ein ausgebautes Dachgeschoss mit einer großzügigen Dachgaube.
Nach Erweiterungs- und Umbauarbeiten in den 1900er Jahren änderte sich das Erscheinungsbild erneut: Das Haus mit dem Gastraum wurde aufgestockt und verfügt seitdem über zwei Vollgeschosse (die oberste Etage mit zwei Balkons) und ein ausgebautes Dachgeschoss mit drei kleineren Dachgauben. Das Dach wurde zu einem Mansarddach verändert.
Der zweite Bauteil, unmittelbar östlich anschließend, ist der ehemalige Tanzsaal des Wirtshauses, erkennbar an seinen höheren und breiteren Fenstern. Dies waren bis zu den Umbauarbeiten hochrechteckige Sprossenfenster, über denen als Bauschmuck ein andersfarbiger Putzsims vorhanden war. An deren Stelle gibt es nun drei Bogenfenster ohne Simse und ohne weiteren Bauschmuck. Architektonisch änderte sich von den 1950er Jahren bis zum Jahr 1991 durch die Konsumgenossenschaft nichts Sichtbares.